# Dorfkirche Köpernitz

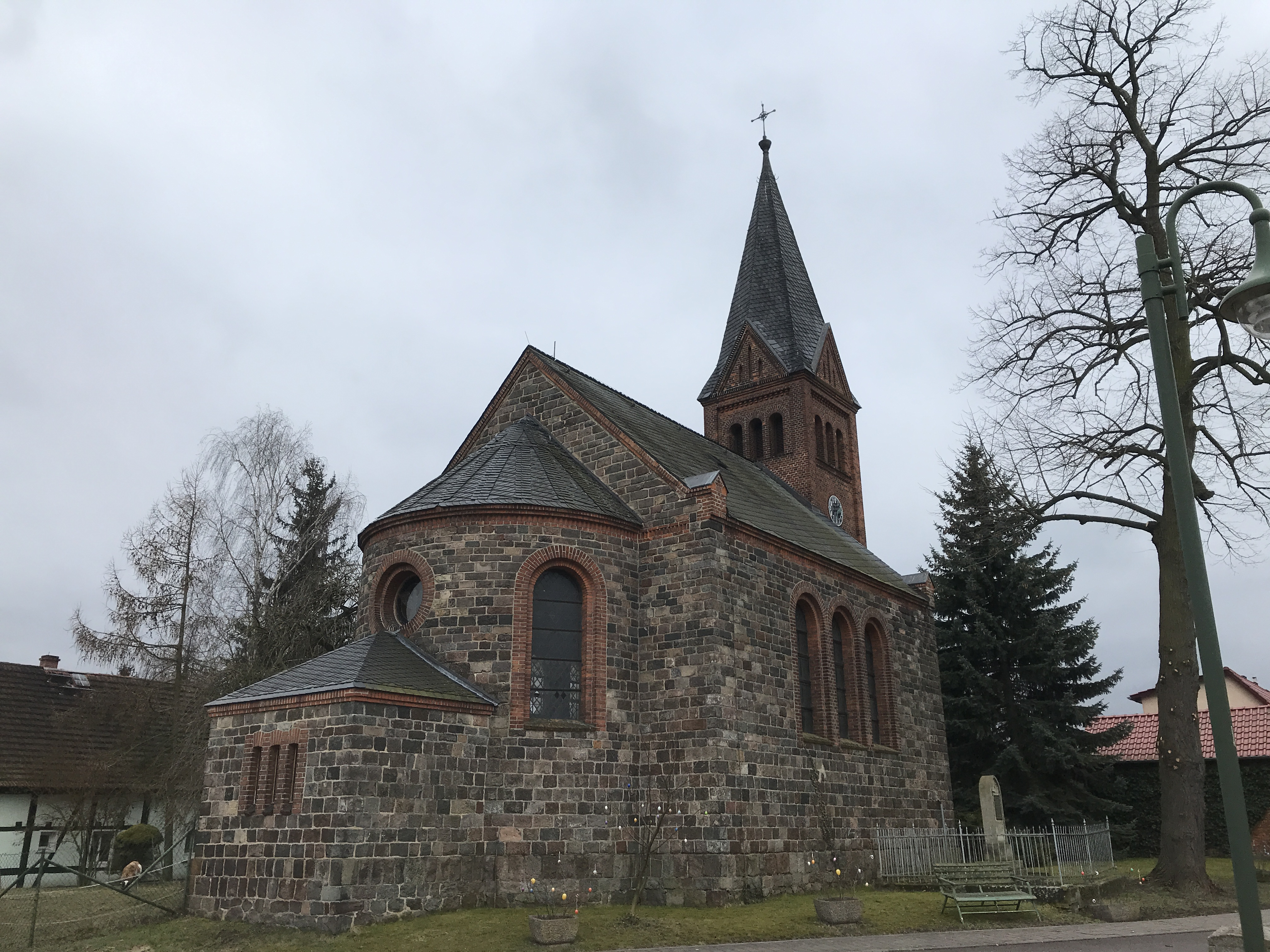
Dorfkirche Köpernitz

Die evangelische Dorfkirche Köpernitz ist eine neoromanische Saalkirche in Köpernitz, einem Ortsteil der Stadt Ziesar im Landkreis Potsdam-Mittelmark im Land Brandenburg. Die Kirchengemeinde gehört zum Kirchenkreis Elbe-Fläming der Evangelischen Kirche in Mitteldeutschland.

## Lage
Die Köpernitzer Dorfstraße führt von der Bundesstraße 107 in östlicher Richtung in den Ort. Dort steht das Bauwerk südlich der Straße auf einer leicht erhöhten Fläche, die nicht eingefriedet ist.

## Geschichte
Köpernitz wurde 1420 erstmals urkundlich erwähnt. Es ist daher vorstellbar, dass es zu einer früheren Zeit bereits einen Vorgängerbau gab, von dem bislang jedoch keine Dokumente vorhanden sind. Der Sakralbau wurde im Jahr 1883 errichtet. 2009 bauten Handwerker im Chor ein Fenster mit einem Heiliggeist-Motiv der Taube nach einem Entwurf von Martina Wegener ein.

## Baubeschreibung

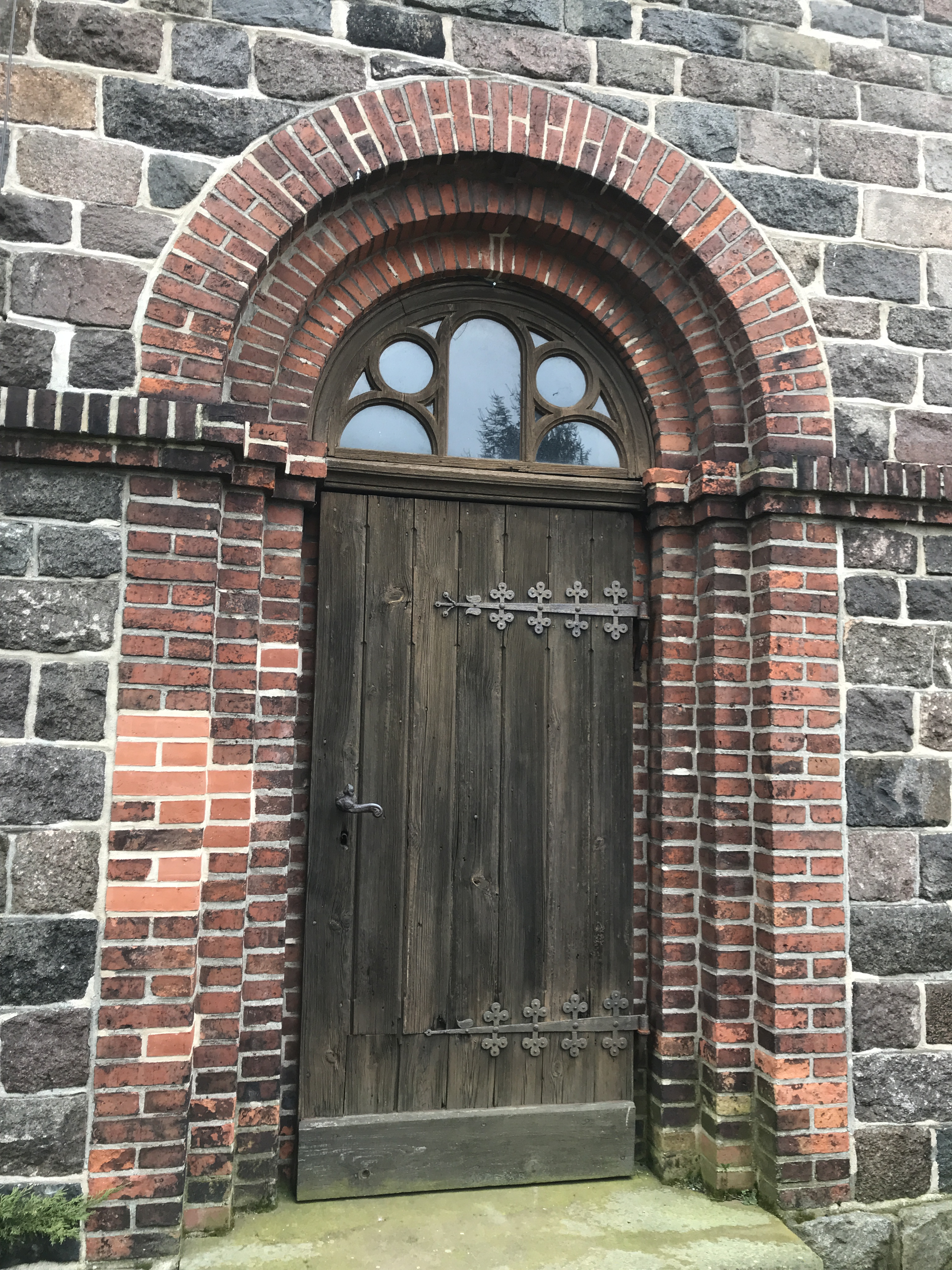
Westportal

Das Bauwerk wurde im Wesentlichen aus Granit auf einem Sockel aus Feldsteinen errichtet, der gequadert behauen und sorgfältig geschichtet wurde. Für die Laibungen und Gewände nutzten die Baumeister einen rötlichen Mauerstein. So errichteten sie die Apsis, die einen rechteckigen Grundriss hat und stark eingezogen ist. An seiner Ostseite sind drei gekuppelte, schmale und hochrechteckige Fenster. Die Nord- und Südseite sind fensterlos. Am Übergang zur Dachtraufe ist ein umlaufender Fries aus rötlichem Mauerstein. Darüber ist ein halbes Pyramidendach, das mit schwarzem Schiefer gedeckt ist. Der Chor ist leicht eingezogen und halbrund. An der Ostseite ist ein mittig angebrachtes Ochsenauge; nach Nordosten und Südosten je ein großes Rundbogenfenster. Der Chor trägt ein halbes Kegeldach.
Das Kirchenschiff hat einen rechteckigen Grundriss. An der Nord- und Südwand sind je drei gekuppelte und große Rundbogenfenster. Der Giebel ist mit je einer Fiale verziert, dazu ein umlaufender Fries auf Höhe der Dachtraufe des Chors. Das Schiff ist mit einem Satteldach ausgestattet.
Der Westturm ist quadratisch und stark eingezogen. Er kann durch ein dreifach getrepptes Rundbogenportal von Westen aus betreten werden. Portal und Erdgeschoss sind mit einem umlaufenden Kämpfer aus Mauerstein verziert. Darüber sind je drei gekuppelte, hochrechteckige Fenster, die die Form aus der Apsis aufnehmen. In Höhe der Dachtraufe des Kirchenschiffs wechselt der Baustoff. Oberhalb eines Gesimses verwendeten die Handwerker ausschließlich Mauersteine. An den drei Seiten in Höhe des Schiffsgiebels ist je ein hochrechteckiges Fenster. Darüber ist an den drei zugänglichen Seiten eine Turmuhr. Im Glockengeschoss verbauten die Handwerker oberhalb eines Frieses an allen Seiten je drei gekuppelte, segmentbogenförmige Klangarkaden. Die Ecken des Turms sind mit Lisenen betont. Es folgt ein achtfach geknickter Turmhelm, der mit Turmkugel und Kreuz abschließt.

## Ausstattung
Im Turm hängt eine Glocke, die im Jahr 1929 von der Glockengießerei in Apolda hergestellt wurde. Vor dem nördlichen Kirchenschiff erinnert ein Gedenkstein an die Gefallenen aus dem Ersten Weltkrieg.